# RNASE1
RNASE1 (англ. Ribonuclease A family member 1, pancreatic) – білок, який кодується однойменним геном, розташованим у людей на короткому плечі 14-ї хромосоми. Довжина поліпептидного ланцюга білка становить 156 амінокислот, а молекулярна маса — 17 644.
| 10         |  | 20         |  | 30         |  | 40         |  | 50         |
| ---------- |  | ---------- |  | ---------- |  | ---------- |  | ---------- |
| MALEKSLVRL |  | LLLVLILLVL |  | GWVQPSLGKE |  | SRAKKFQRQH |  | MDSDSSPSSS |
| STYCNQMMRR |  | RNMTQGRCKP |  | VNTFVHEPLV |  | DVQNVCFQEK |  | VTCKNGQGNC |
| YKSNSSMHIT |  | DCRLTNGSRY |  | PNCAYRTSPK |  | ERHIIVACEG |  | SPYVPVHFDA |
| SVEDST     |  |            |  |            |  |            |  |            |

A: Аланін

C: Цистеїн

D: Аспарагінова кислота

E: Глутамінова кислота

F: Фенілаланін

G: Гліцин

H: Гістидин

I: Ізолейцин

K: Лізин

L: Лейцин

M: Метіонін

N: Аспарагін

P: Пролін

Q: Глутамін

R: Аргінін

S: Серин

T: Треонін

V: Валін

W: Триптофан

Кодований геном білок за функціями належить до гідролаз, нуклеаз, ендонуклеаз. 
Секретований назовні.